# ジェイアールバス関東諏訪支店

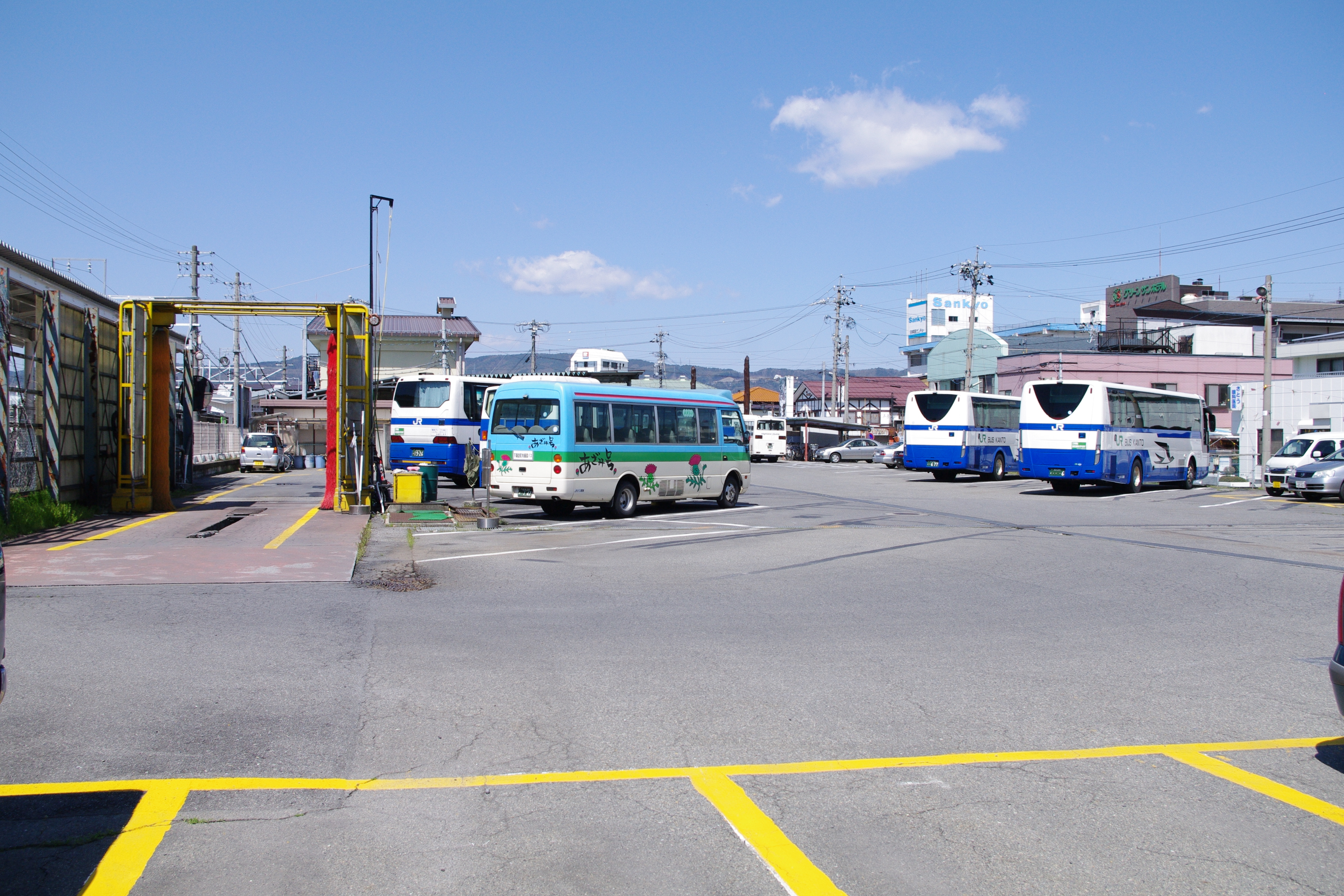
諏訪支店

ジェイアールバス関東諏訪支店（ジェイアールバスかんとうすわしてん）は、長野県諏訪郡下諏訪町にあるJRバス関東の営業所。

## 所在地

### 諏訪支店（旧：下諏訪支店→中央道支店諏訪営業所）
- 長野県諏訪郡下諏訪町広瀬町5325
  - JR東日本中央本線下諏訪駅2階

## 所属車両のナンバー
諏訪ナンバー（諏訪ナンバー登場以前に投入された車両は松本ナンバー）。

## 概要
1933年、鉄道線の短絡という目的で開設された上諏訪・下諏訪と丸子町を結ぶ路線の運行開始とともに、本支店の前身となる下諏訪営業所が開設されたのが始まりである。
白樺湖などの観光地があり、国鉄時代から下諏訪駅からの和田峠南線や上諏訪駅からの霧ヶ峰線が運行されていた。1989年までは途中で和田峠北線に乗り継いで上田駅まで出ることができた。しかし、利用者の減少により季節運行となった。ビーナスラインが無料開放された時期には増発なども試みたが、目立った効果が見られなかったために2004年には運行取り止めとなってしまった。鉄道線のフィーダーの役目を果たす諏訪線も2005年に廃止された。
2008年3月31日の和田峠南線の下諏訪駅 - 斧立・樋橋間の廃止により、一般路線の受け持ちがなくなり、高速バス、貸切バスとコミュニティバスを担当する支店となっている。
高速バスは中央高速バス諏訪・岡谷線を開業当初より担当しており、現在は定期便2往復と週末などに運行される続行便も担当している。さらに駿府ライナー（新宿・静岡号）も間合いで担当している。以前にはドリーム志賀号やニュードリーム名古屋号、中央ライナーなども諏訪湖SAで乗務員交代する形で担当していた。

以前には新宿 - 岡谷線から駿府ライナーと新宿 - 佐野線を3日行程で担当する交番もあった。

なお、中央高速バス諏訪・岡谷線については運行のみを担当し、乗車券の発売はバスタ新宿窓口、京王バス・アルピコ交通・山梨交通の指定窓口及びハイウェイバスドットコムで行う。
車両整備工場を持たないため、車両の整備は中央道支店に委託している。
2020年4月1日現在、10台（高速車3台、一般路線車（コミュニティバス）6台、貸切登録車1台（H654-09404））が配置されている。

## 沿革
- 1987年（昭和62年）
  - 4月1日 - 国鉄民営化に伴い、東日本旅客鉄道関東自動車事業部 下諏訪自動車営業所となる。
  - 7月1日 - 中央高速バス諏訪岡谷線を運行開始。
- 1988年（昭和63年）4月1日 - 関東自動車事業部の分社化により、ジェイアールバス関東 下諏訪営業所となる。
- 1992年（平成4年）10月1日 - 支店制度導入に伴い、下諏訪支店に改称。
- 2003年（平成15年）
  - 3月24日 - 諏訪湖周循環バス「スワンバス」（内回り線）の受託運行開始。
  - 4月 - 下諏訪町コミュニティバス「あざみ号」の受託運行開始。
- 2004年（平成16年）10月1日 - 下諏訪支店を中央道統括支店（旧伊那支店）傘下の営業所に降格。中央道統括支店 諏訪営業所に改称。
- 2005年（平成17年）
  - 4月22日 - 諏訪線を廃止。
  - 7月7日 - 中央高速諏訪・岡谷線が11→15往復に増便。JRバスの受け持ちも1→2往復に増加。
  - 12月17日 - 和田峠南線の樋橋以北の区間を廃止。
- 2007年（平成19年）
  - 6月16日 - 駿府ライナーが開業。
- 2008年（平成20年）
  - 3月31日 - 和田峠南線の下諏訪駅 - 斧立（よきたて）・樋橋（とよはし）間（全線）廃止。
- 2010年（平成22年） - 中央道支店 諏訪営業所に名称変更。
- 2018年（平成30年）10月1日 - 諏訪営業所が諏訪支店に昇格。
- 2019年（令和元年）10月8日 - マイクロバスのあざみ号を新車両（日野・ポンチョ）に変更[3]。
- 2021年（令和3年）5月1日 - オープントップバス「めいぷるスカイ」を借り受け、諏訪湖周遊の定期観光バスとして運行（7月25日まで）[4][5]。
- 2023年（令和5年）12月1日 - ジェイアールバステックが下諏訪駅でレンタサイクルを開始。本支店（下諏訪駅 駅舎2階）にて貸出・返却の受け付けを行う[6]。

## 現在の所管路線

### 高速バス
- 中央高速バス諏訪岡谷線

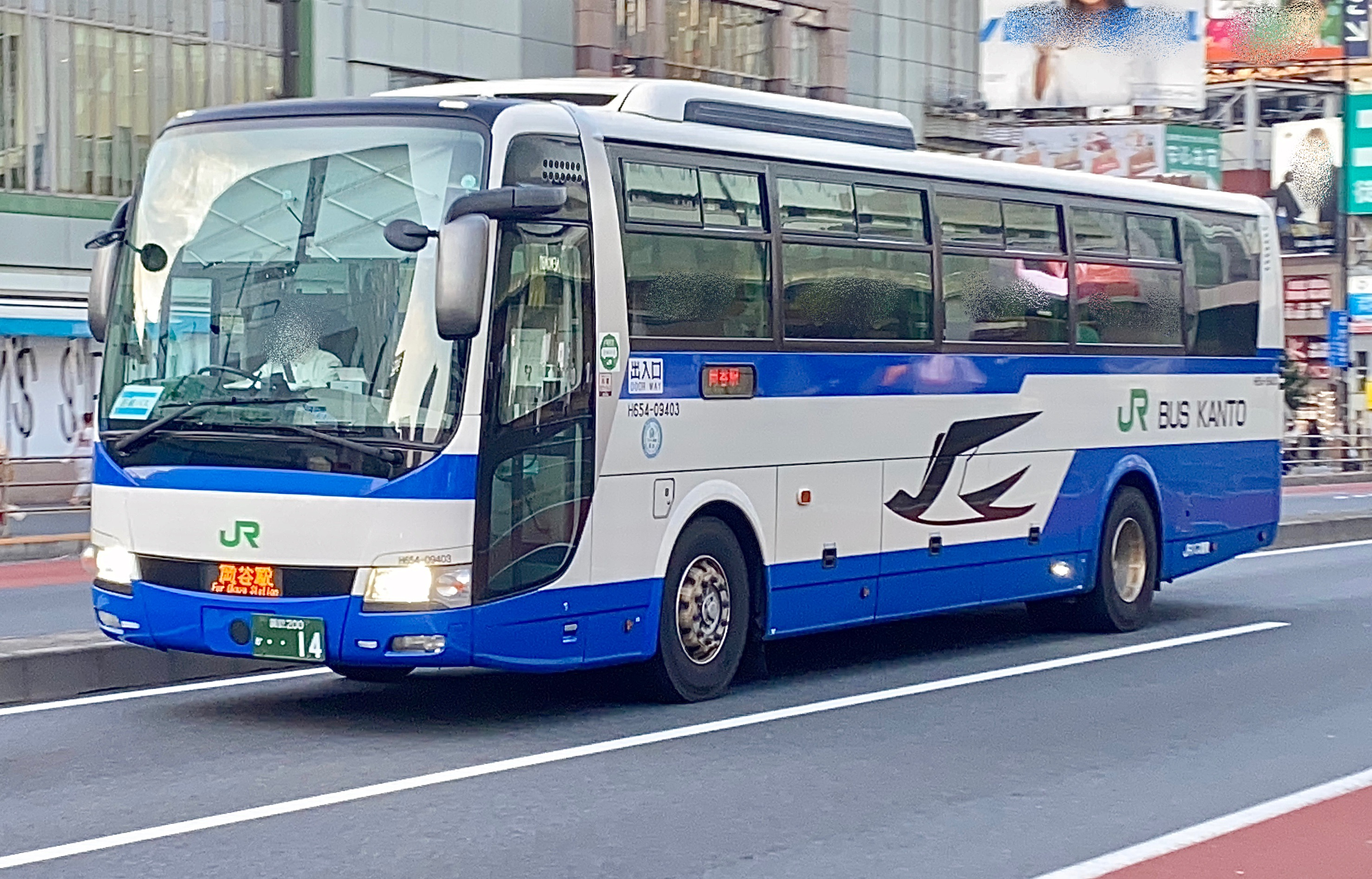
中央高速バス諏訪岡谷線に充当されるH654-10402号車

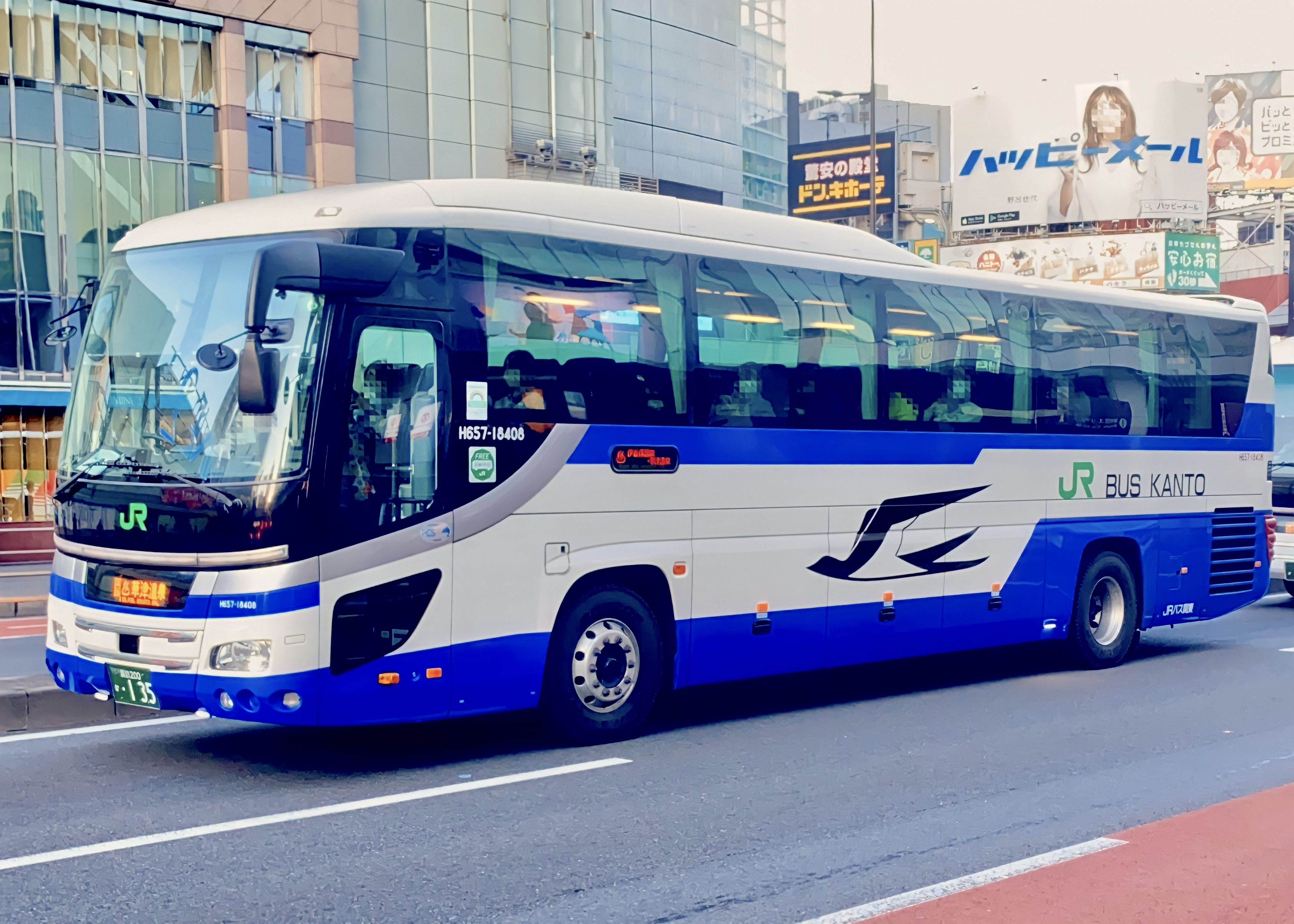
草津温泉行きとなるH657-18408号車

  - バスタ新宿 - 岡谷駅間の定期便2往復と週末などに運行される続行便（他社便の続行の場合もある）を担当。
- 新宿・静岡号（旧駿府ライナー号）
  - 主管は東京支店。佐野支店とともに3支店で担当。
- 上州ゆめぐり号
  - 2021年7月1日より1日1往復のみ運行

### コミュニティバス
- 諏訪湖周（諏訪市・岡谷市・下諏訪町）循環バス「スワンバス」内回り
- 下諏訪町循環バス「あざみ号」全系統
- 岡谷市民バス「シルキーバス」「1今井・長地線」

### その他
- JR東日本・JR東海の関東・中部エリアで長期に渡る鉄道代行輸送が実施される際には車両、乗務員が現地に派遣されることがある。

## 過去の路線
- 和田峠南線（下諏訪駅 - 斧立・樋橋 - 東餅屋 - 八島 - 霧ヶ峰 - 車山高原 - 東白樺湖）
- 霧ヶ峰線（上諏訪駅 - 霧ヶ峰）
- 諏訪線（上諏訪清水町 - 上諏訪駅 - 下諏訪 - 岡谷駅）
- 塩尻線（諏訪今井 - 塩尻峠 - 塩尻駅）
- ドリーム志賀号
- 東京松本線「松本号」
- ニュードリーム名古屋号
- 中央ライナー号
- ニュードリーム京都号
- ニュードリーム大阪号
- ドリーム大阪号
- マロニエ新宿号
- 新宿 - TDR線
- 定期観光バス オープントップバスで行く「信州の旅」
- JR飯田線の鉄道代行バス（辰野 - 伊那新町）
  - 2021年8月13日の大雨により、JR東海・飯田線の辰野 - 宮木間の横川橋梁が損傷したため、8月23日より岡谷 - 伊那新町間でバス代行輸送を実施する。8月26日からはバス代行区間を辰野 - 伊那新町間に短縮した。伊那バスとともに飯田線運行再開の前日の11月14日まで運行した。

## 車両
現在は、高速車、高速バス兼用の貸切登録車、市町村から委託されたコミュニティバスが配置されている。

### 高速車・貸切車
ハイデッカー4列シート40人乗り・後部ワイドトイレ仕様の日野・セレガ3台と貸切登録の楽座4列シート40人乗り・後部トイレ仕様の三菱ふそう・エアロエース1台が配置されている。ともに新車からの配置ではなく全て東京支店からの転入である。
上州ゆめぐり号の1往復にも当支店の車両が使用されている。一方、中央高速バス諏訪・岡谷線の1往復に長野原支店所属の車両が使用されている。
2018年1月には車内で使えるフリーWi-Fiが他支店に先駆けて導入された。

### コミュニティバス
各号ごとの専用カラーの車両とJRバス関東標準色の共通予備車が配置されている。
- トヨタ・ハイエース（あざみ号）
- 日野・ポンチョ（1ドア仕様　ロング）（スワンバス、あざみ号）
- 日野・ポンチョ（1ドア仕様）ショート（シルキーバス）
- 三菱ふそう・エアロミディMJ（共通予備）

## 過去の車両
以前は国鉄中部自動車局の管轄であったため、伊那や小諸とともにUDトラックス（旧:日産ディーゼル）の車両が主だったが、民営化以降は支店が車両導入を決められることもあり、引き続いて日産ディーゼル製が新車に採用されていた。

### 一般路線車
観光路線を多く抱えていたこともあり、観光仕様の大型車両が多かった。しかし、相次ぐ観光路線からの撤退により、中型車のみでの運用となり、1989年には西工車体の日産ディーゼル・スペースランナー(RB80G)が導入されていた。これはJRバス関東初のワンステップ車でもあった（現在は廃車）。

### 高速車
諏訪岡谷線開業から暫くは、国鉄末期に投入された日産ディーゼル・富士重工ボディで運行されていたが、東京支店からスーパーハイデッカーの三菱ふそう・エアロクイーンWが転属したため、日産ディーゼル車は他支店に転属となった。その後はハイデッカー車両（三菱ふそう・エアロバス）に置き換えられた。
2003年には日産ディーゼル・スペースアローC-Ⅰ型ボディが新車で配置された。
2007年以降は三菱ふそう・エアロエースが他支店からの転属により導入された。
2021年6月に東京支店から40座席・後部ワイドトイレ仕様の日野・セレガが転入。三菱ふそう・エアロエースは1台を残しすべて他支店に転属した。

### コミュニティバス
2015年4月にシルキーバスは三菱ふそう・ローザから日野・リエッセに世代交代した。リエッセは元々JRバス関東標準カラーの予備車であったが、この時点でシルキーバス塗装に塗り替えられた。
2018年12月にスワンバスは三菱ふそう・エアロミディMJワンステップバスから日野・ポンチョの新車に世代交代した。
2019年10月8日にあざみ号は三菱ふそう・ローザから日野・ポンチョの新車に世代交代した。

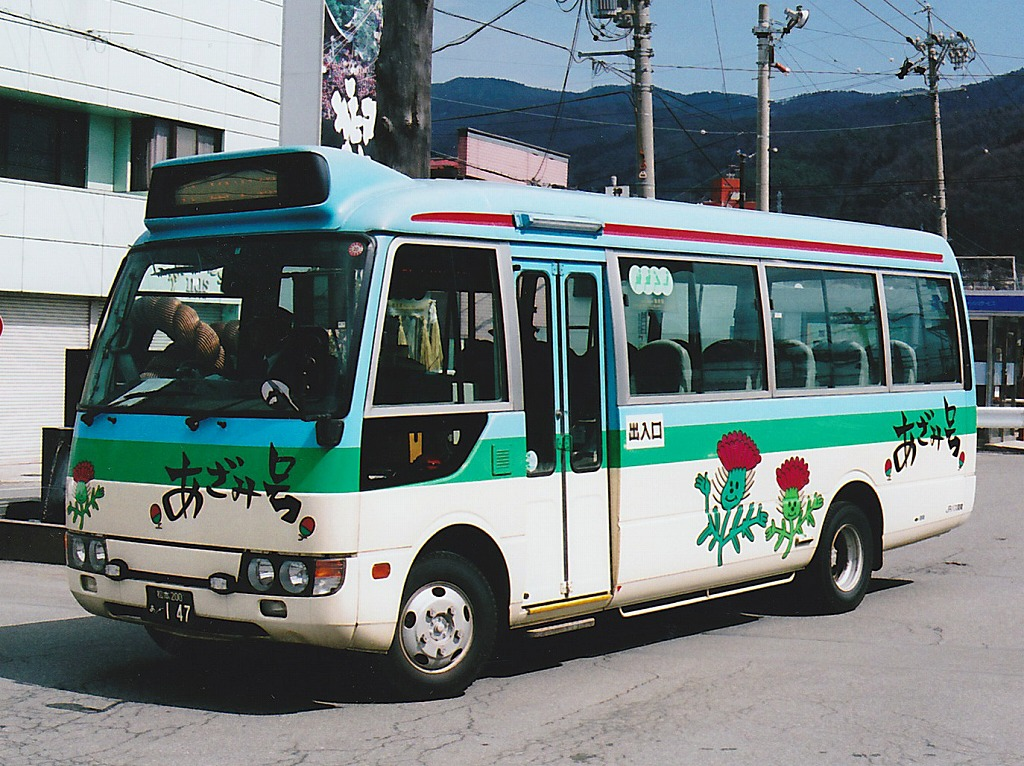
あざみ号 （2008年3月、下諏訪駅にて）
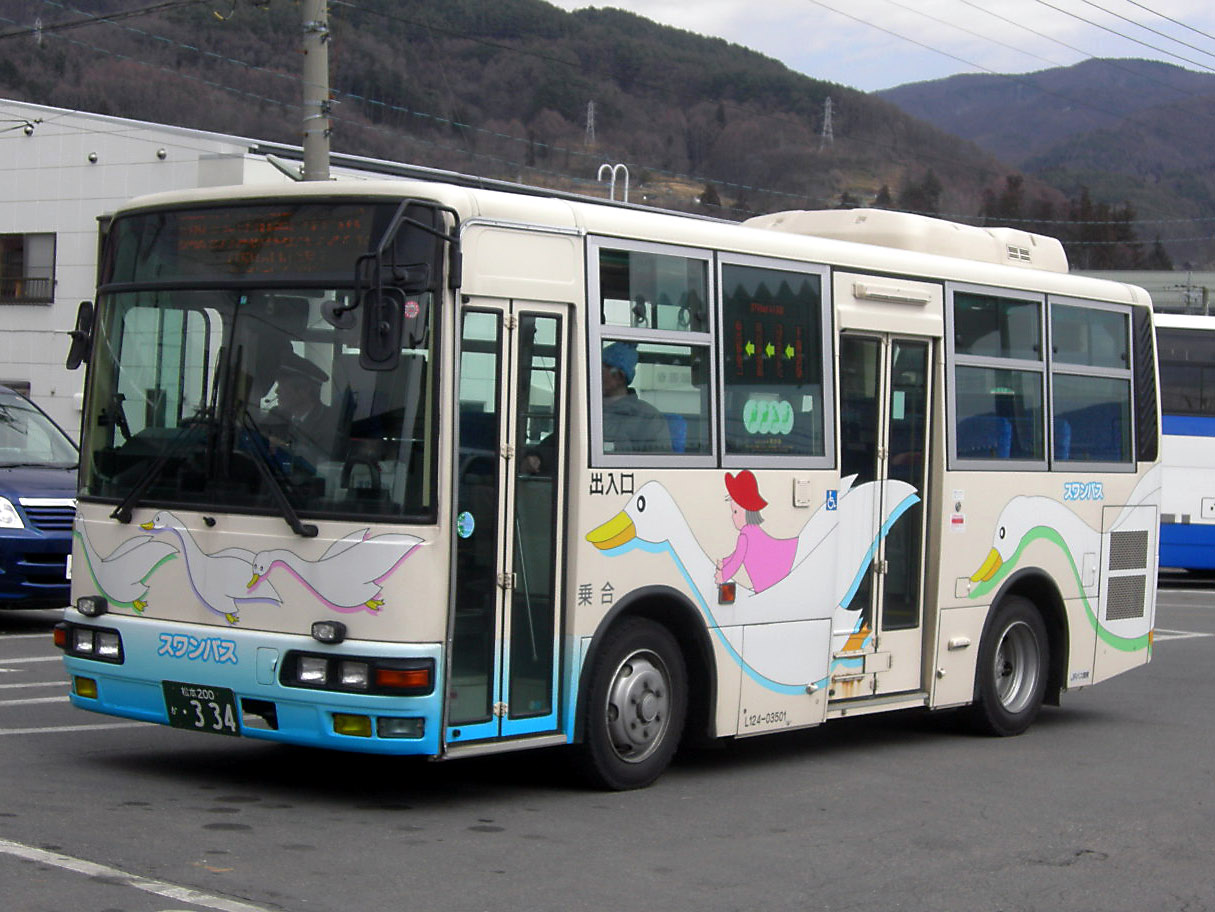
スワンバス （2008年3月、下諏訪駅にて）
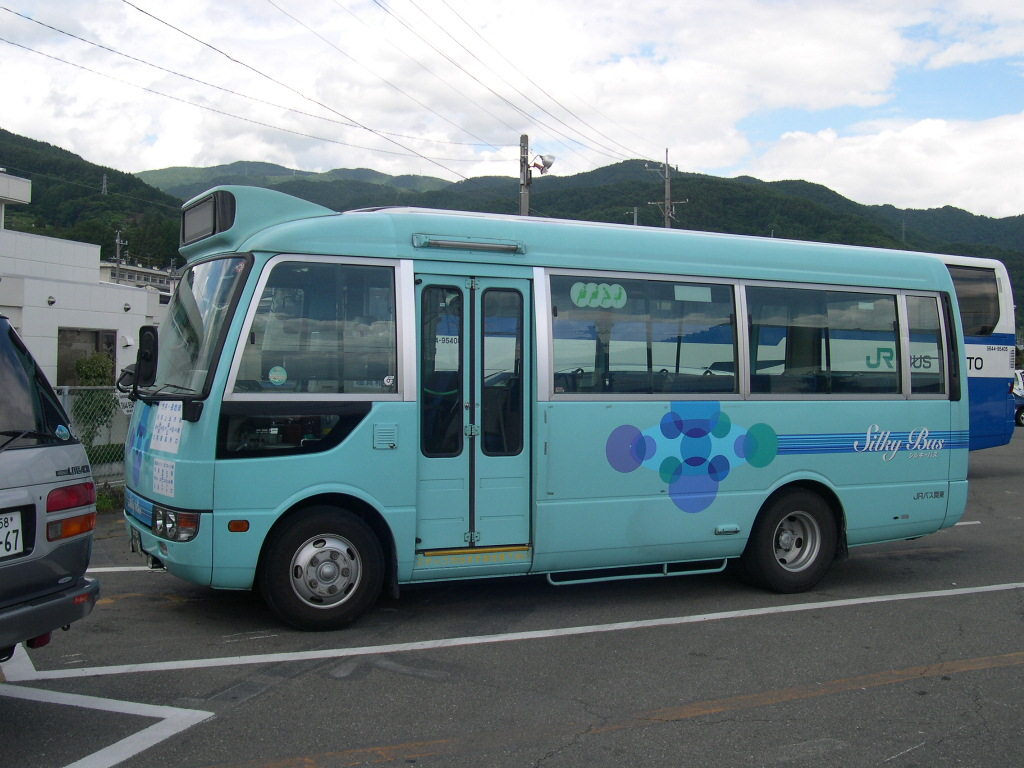
シルキーバス （2006年７月、下諏訪支店にて）

### 貸切車
以前には三菱ふそう・エアロクイーンI（S644-95405、96401）やディーゼル・電気式ハイブリッド車の日野・セレガHIMR（H647-00408）のびゅうバスが新車から長期に渡って配置されていた。三菱ふそう・エアロバス（H654-03402：諏訪200か63）が配置されていた時期もあった。2021年4月には館山支店より三菱ふそう・エアロキングのオープントップバス「めいぷるスカイ」が転入、5月から7月までの土曜・日曜・祝日に諏訪湖周遊の定期観光バスとして運行された。
過去の車両

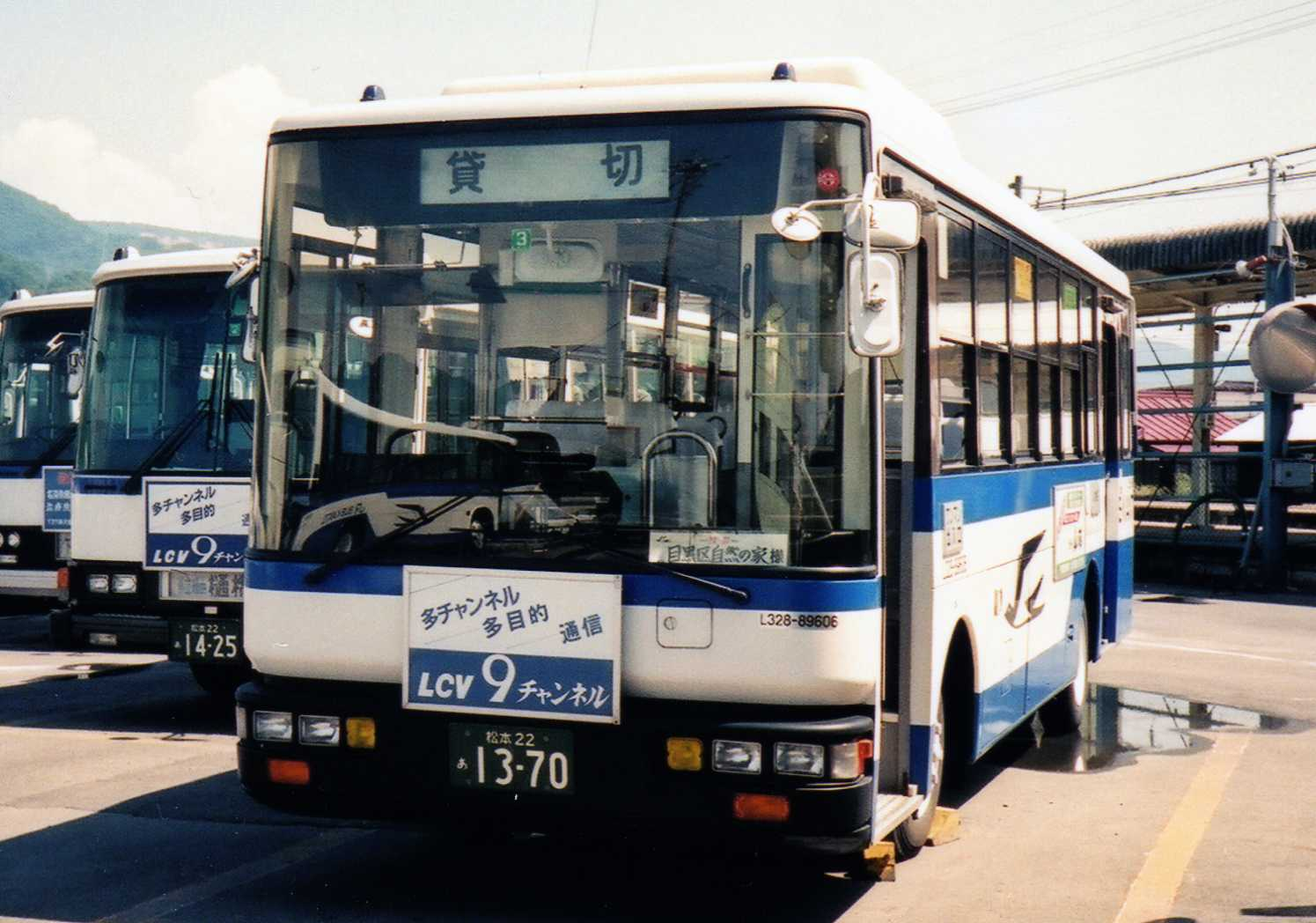
当時は関東でも珍しかった西工架装の路線車 L328-89606 （1992年8月、下諏訪駅にて）
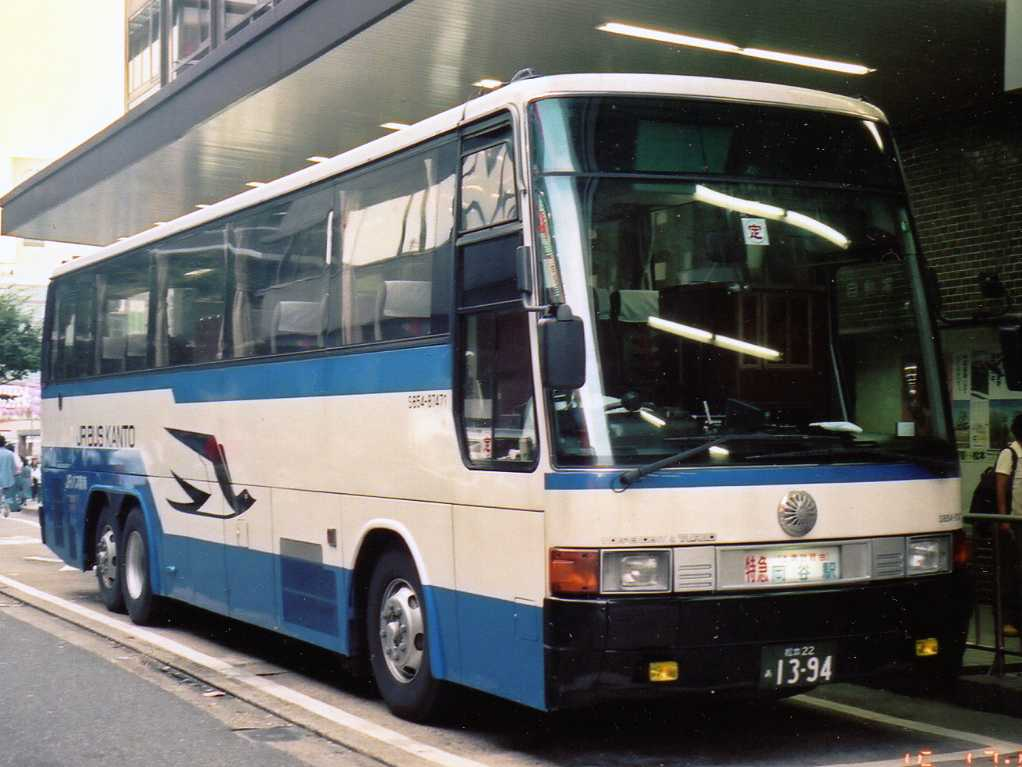
かつて導入されていた諏訪岡谷線の車両 （1994年、新宿駅にて）
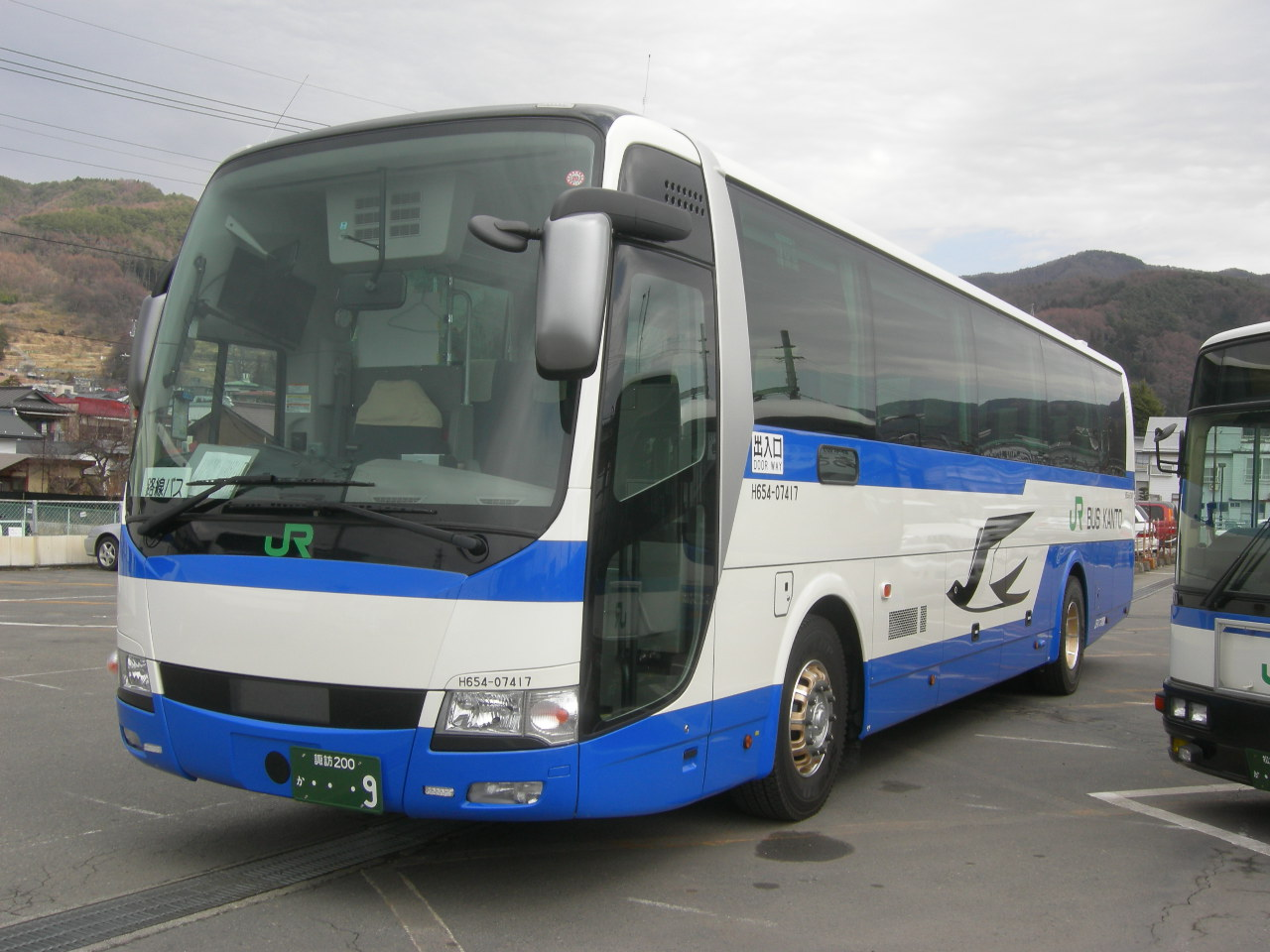
中央高速バス諏訪岡谷線の車両 （2008年3月、下諏訪駅にて）
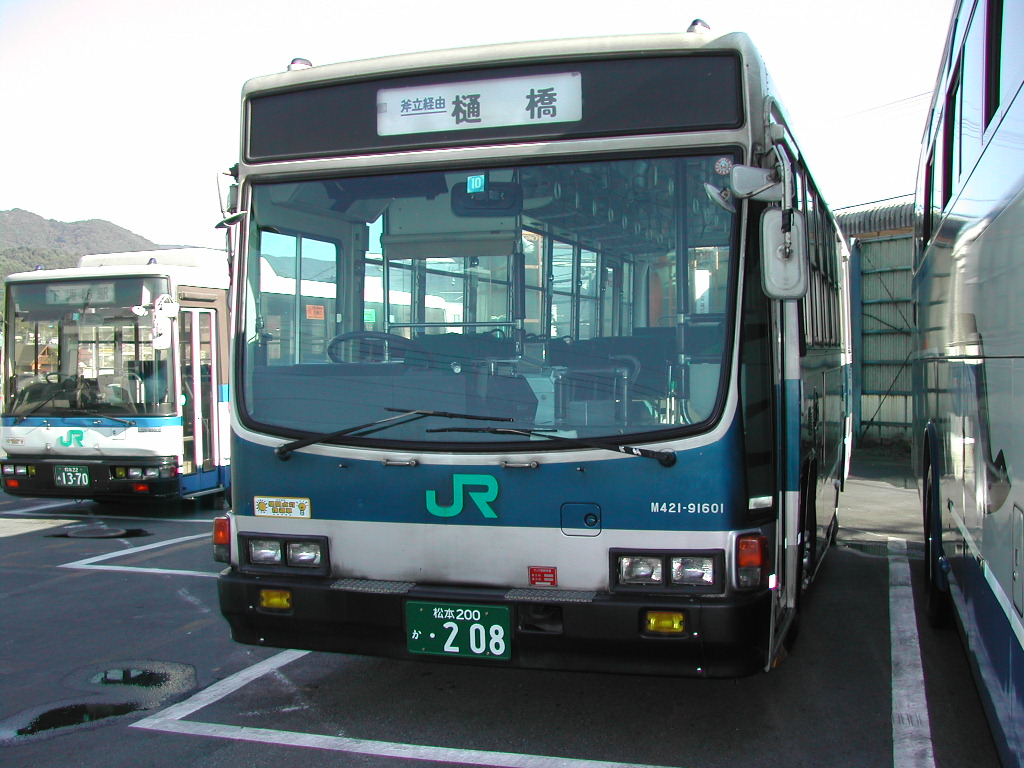
過去の車両 和田峠南線 M421-91601
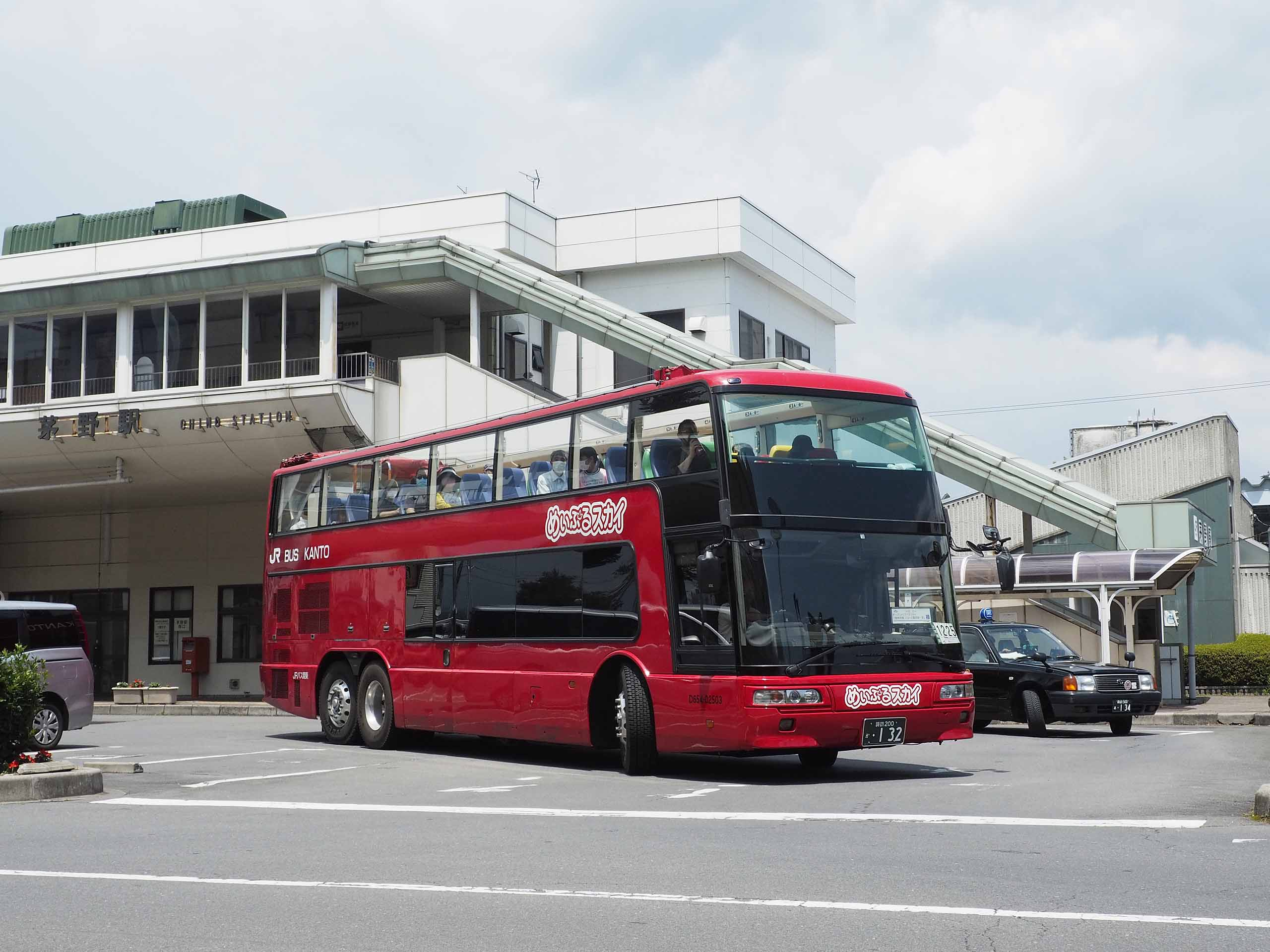
めいぷるスカイ D654-02503 （2021年7月、茅野駅にて）

## 付帯事業
支店構内の月極駐車場（31台）を管理、運営している。

ジェイアールバステックが下諏訪駅でレンタサイクルを営業。本支店（下諏訪駅 駅舎2階）にて貸出・返却を受け付け。